# Ángel María Vargas
Ángel María Vargas (Rosario, 25 de septiembre de 1903 - La Rioja, 30 de octubre de 1976) fue un escritor, político y periodista argentino.

## Carrera
Fue diputado, intendente municipal (1949-1952) y ministro de Gobierno de La Rioja.
Fundó la sociedad Escritores Riojanos Asociados, el diario La Rioja, y las revistas Don Joaquín y El Cardón. Creó también el Círculo de Periodistas de La Rioja y el Museo de Bellas Artes Octavio de la Colina.
En 1932, Ángel María Vargas obtuvo el premio Publicación del diario La Prensa, Buenos Aires. Su cuento fue incluido en la Edición Extraordinaria del 1 de enero de 1933. Los escritores que compartieron la distinción con Vargas fueron: Antonio Arraíz (venezolano), José Díez-Canseco (peruano), Juan M. Magallanes y Juan Carlos Onetti (uruguayos), Luis Gudiño Kramer, Francisco García Jiménez, Alberto Martelli Jauregui, Eliseo Montaine y Enrique Fontanes (argentinos).
Colaborador del diario La Nación. En 1940 se editó su único libro de cuentos El hombre que olvidó las estrellas, con prólogo de Mateo Booz. Diez años luego de su fallecimiento la Dirección General de Cultura de la Provincia de La Rioja publicó una antología de sus obras.